# 제2회 베네치아 국제 영화제
제2회 베네치아 국제 영화제는 1934년에 열린 시상식이다. 이탈리아 베니스에서 개최되었다.

## 수상 및 후보

### 특별언급상
- 비바 빌라 - 잭 콘웨이 수상

### 무솔리니 컵
- Man of Aran - Robert J. Flaherty 수상
- 테레사(Teresa Confaloniere) - Guido Brignone 수상

### 골든메달 - 남우주연상
- 비바 빌라 - 월레스 비어리 수상

### 골든메달 - 여우주연상
- 작은 아씨들 - 캐서린 헵번 수상